# توم إيموت
توماس كليفورد إيموت (1907-1964) كاتب وناشط سياسي بريطاني.

## حياته
ولد إيموت في بيرنلي، لانكشاير، نشأ في كولن. سافر حول العالم، وجمع فضول مثل الإيمو وبيض الروحاء، وثلاثي الفصوص الكبير، وقطع من الصخور البركانية. وقد حارب في الحرب العالمية الأولى، وادعى فيما بعد أنه خدم في المخابرات العسكرية. عاد في الأربعينات ليعيش في كوخ وايكولر، وأصبح المقيم الوحيد منذ فترة طويلة في القرية النائية. وأثناء وجوده هناك، كتب سيرة ذاتية بعنوان «مجرم في القرن العشرين» ومجلدا بعنوان «حياة أبدية»، وصف فيه نسب عائلته المفترَض من سكان أتلانتس والمآثر المذهلة للأسلاف الذين شاركوا اسمه.
في عام 1959، أسس إيموت «حزب لانكاستر»، بهدف لفت الانتباه إلى إهمال شمال شرق لانكشاير، وتمثيل «الناس الصغار الذين يتسلّلون أعمدة الإنارة المستديرة». وقد نحت حجارة في الحديقة مكتوب عليها «المقر الرئيسي لحزب لانكاستريا»، وتوقف في نيلسون وكولن في الانتخابات العامة لعام 1959، وروّج لترشحه بتوزيع منشورات وشارات. لم تجتذب حملته الانتخابية سوى اهتمام محدود، اذ لم يحضر اجتماعاته العلنية سوى ثلاثة أو أربعة اشخاص. وحصل على 4.6 في المائة من الأصوات، وخسر مبلغ الإيداع.
بقي إيموت في الكوخ لسنوات عديدة، وأصبح معروفًا بكتابة رسائل إلى أفراد بارزين يشتكون من الاضطهاد. وعلى وجه الخصوص، ادعى أن أشخاصاً مُنعوا من حضور اجتماعات حملته. وهذا ما جعله في كثير من الأحيان عاطلاً عن العمل وفي حالة صحية سيئة.